# جوناثان مورغان
جوناثان مورغان (بالإنجليزية: Jonathan Morgan)‏ هو سياسي بريطاني وبريطاني، ولد في 12 نوفمبر 1974 في المملكة المتحدة. حزبياً، نشط في الحزب الويلزي المحافظ. في انتخابات الجمعية الوطنية الويلزية 2007 ‏، انتخب عضو الجمعية الوطنية الويلزية الثالثة ‏ عن دائرة Cardiff North (Senedd constituency) ‏ وقد انضم خلال فترته النيابية ‏ (3 مايو 2007 – 30 مارس 2011)  للكتلة البرلمانية الحزب الويلزي المحافظ وفي انتخابات الجمعية الوطنية الويلزية 2003 ‏، انتخب عضو الجمعية الوطنية الويلزية الثانية ‏ عن دائرة ويلز الجنوبية الوسطى ‏ وقد انضم خلال فترته النيابية ‏ (1 مايو 2003 – 28 مارس 2007)  للكتلة البرلمانية الحزب الويلزي المحافظ وفي انتخابات الجمعية الوطنية الويلزية 1999 ‏، انتخب عضو الجمعية الوطنية الويلزية الأولى عن دائرة ويلز الجنوبية الوسطى ‏ وقد انضم خلال فترته النيابية ‏ (6 مايو 1999 – 2 أبريل 2003)  للكتلة البرلمانية الحزب الويلزي المحافظ.